# Odyneromyia valdiviformis
Odyneromyia valdiviformis är en tvåvingeart som beskrevs av Shannon och Aubertin 1933. Odyneromyia valdiviformis ingår i släktet Odyneromyia och familjen blomflugor. Inga underarter finns listade i Catalogue of Life.